# دپارتمان شنقیط
دپارتمان شنقیط (به عربی: مقاطعة شنقيط) یک منطقهٔ مسکونی در موریتانی است که در ولایت ادرار واقع شده‌است.
 دپارتمان شنقیط ۶۱٬۸۱۵ کیلومتر مربع مساحت و ۶٬۸۱۱ نفر جمعیت دارد.